# Termocamera

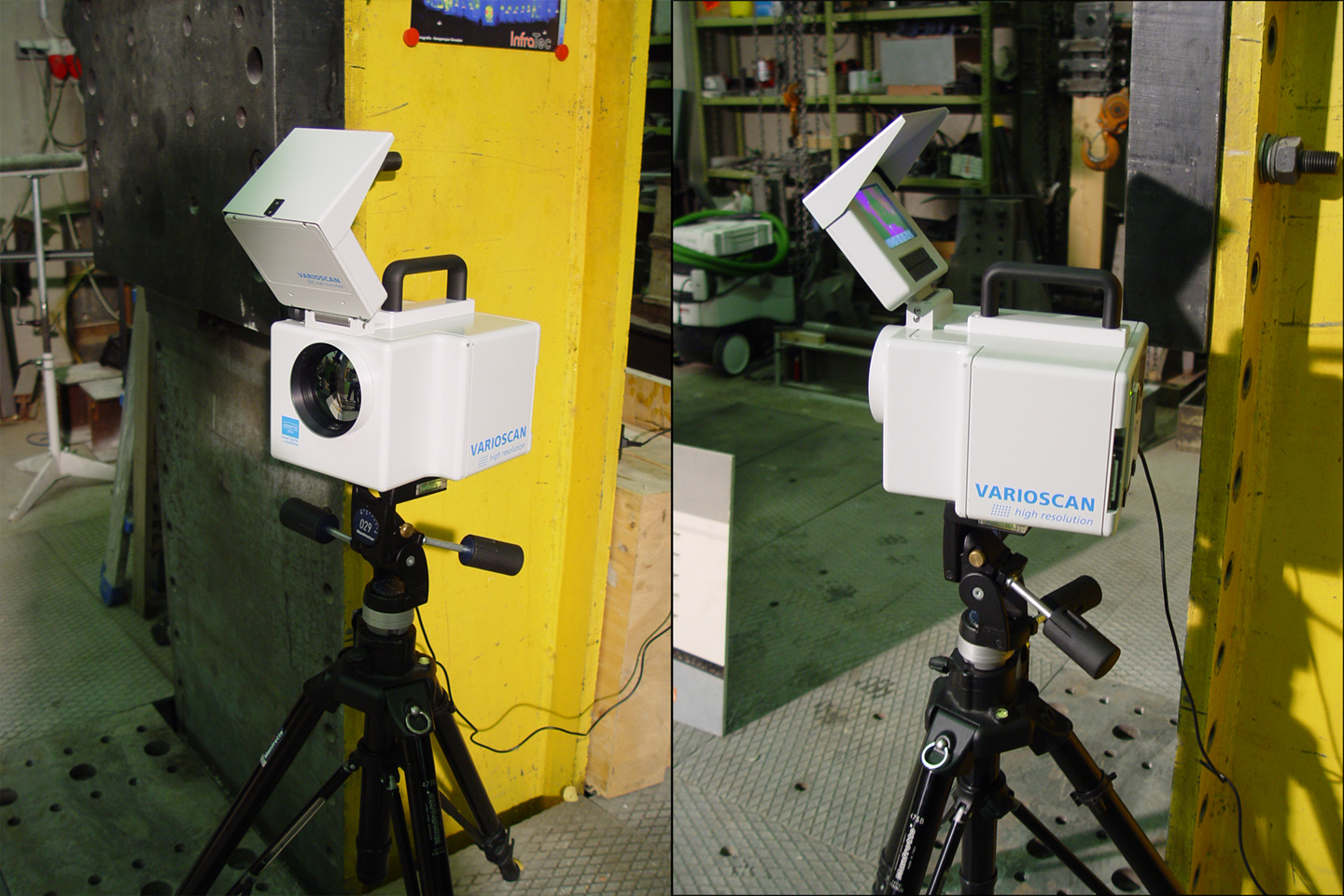
Termocamera

La termocamera (anche detta telecamera termografica) è una particolare telecamera, sensibile alla radiazione infrarossa, capace di ottenere immagini o riprese termografiche.
A partire dalla radiazione rilevata si ottengono dunque delle mappe di temperatura delle superfici esposte spesso utilizzate a fini scientifici o anche militari.
Le termocamere si dividono in radiometriche e non radiometriche. Le prime consentono di misurare il valore di temperatura assoluto di ogni punto dell'immagine. L'immagine, infatti, è costruita su una matrice di un certo numero di pixel per un certo numero di righe.
L'elettronica dello strumento "legge" velocemente il valore di energia immagazzinata da ogni singolo pixel e genera un'immagine, in bianco e nero o in falsi colori, dell'oggetto osservato.

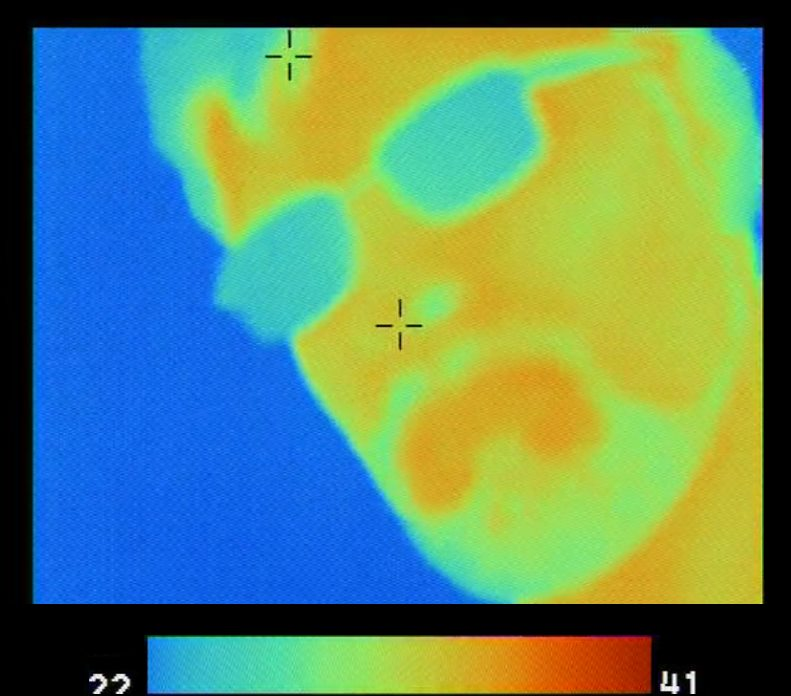
Fotografia di un volto scattata con una termocamera ad alta risoluzione

## Descrizione
Tra le caratteristiche che distinguono tra loro le termocamere:

### Campo spettrale
- VIR: Infrarosso vicino al visibile, non termometrico utilizzato per fotografia IR e riflettografia;
- SW: Infrarosso onda corta, adatto a misure di temperature elevate (es.controllo combustione forni);
- MW: Infrarosso medio, utilizzato di norma come confronto per altre frequenze per l'identificazione oggetti o gas es. spettrografia e immagini satellitari
- LW: Infrarosso lontano, la banda più comunemente utilizzata adatta alle misure vicine alle temperature ambientali utilizzata in tutte le applicazioni terrestri
- XLW: Infrarosso verso microonde: adatta per l'osservazione di temperature inferiori a 250 K, utilizzata per osservazioni astronomiche.

### Tipo di sensore
Il tipo di sensore influenza direttamente tutte le caratteristiche della termocamera. Per applicazioni comuni è attualmente utilizzato un sensore di tipo microbolometrico a matrice piana, esistono sensori a maggiori prestazioni a cella singola (scansione meccanica) o a matrice di punti.
I sensori possono essere sia non raffreddati che raffreddati (in genere con celle peltier o pompa stirling).
I sensori raffreddati sono utilizzati per applicazioni di ricerca e sviluppo e hanno sensibilità termica superiore rispetto ai microbolometri non raffreddati.
Il materiale costituente il sensore influenza la sensibilità termica della termocamera, i sensori più comuni sono o in silicio amorfo o in ossido di vanadio, quest'ultimo ha una migliore qualità rispetto al silicio amorfo (che ha anche un tempo di vita medio più basso).
I produttori di sensori microbolometrici sono statunitensi, francesi o giapponesi (con rare altre eccezioni).
Per gli statunitensi è necessario, in Europa, il rilascio di una licenza di esportazione da parte del dipartimento del commercio americano perché il sensore è considerato "strategico" e i tempi di consegna della strumentazione (a meno di non scegliere uno strumento con basse frequenze di acquisizione) sono lunghi (in genere più di 3 mesi).

### Risoluzione geometrica
Come per le macchine fotografiche digitali, la risoluzione geometrica della termocamera influenza la qualità dell'informazione acquisita esistono termocamere per le seguenti risoluzioni:
- 4 × 4 Pixel: adatte a sostituire un pirometro ottico
- da 120 × 140 a 160x160 pixel: termocamere adatte a misure indicative nella manutenzione predittiva
- da 240 × 240 a 324x324 pixel: termocamere per manutenzione e la maggior parte delle applicazioni
- da 500 × 500 e superiori: Termocamere alta risoluzione

### Minima sensibilità
Capacità di distinguere una minima differenza di temperatura tra 2 punti adiacenti, direttamente influenzata dalla catena di misura sensore, elettronica di controllo.

### Frequenza di acquisizione
In funzione dell'applicazione sono disponibili termocamere con caratteristiche differenti
- inferiore a 33 Hz: termocamere in grado di analizzare fenomeni statici non adatte a misurazioni in ambito di manutenzione meccanica o con organi rotanti in movimento.
- da 33 Hz a 60 Hz: termocamere per analisi di eventi brevi e rapidi
- da 60 Hz a 2 kHz: termocamere per analisi particolari come lockin, analisi strutture

La frequenza di acquisizione è un parametro fondamentale nell'utilizzo della termocamera, se si cerca di misurare la temperatura di un oggetto in movimento (o ugualmente l'operatore muove lo strumento durante la misurazione) e lo strumento non ha una frequenza di acquisizione sufficiente, si ha un fenomeno di "smearing" sull'immagine che impedisce di avere una misura di temperatura accurata.
A parità di costo sono sicuramente più convenienti le termocamere con frequenza di acquisizione uguale o superiore ai 60 Hz, perché ricoprono una maggior parte di applicazioni.

### Misura della temperatura
Con le termocamere è possibile misurare la temperatura in ogni singolo punto dell'immagine ma bisogna inserire nello strumento (o nei software di elaborazione in post processing) due parametri, emissività e temperatura ambiente (o riflessa) che permettono di ottenere la temperatura corretta. Alcune termocamere incorporano molte funzionalità per facilitare l'uso dello strumento in ambienti industriali e civili: possibilità di memorizzare commenti di testo, commenti vocali, fotografie nello spettro del visibile. Le termocamere sono utilizzate anche per le rilevazione delle temperature corporee degli individui.
Per misurare le temperature della pelle, le più indicate sono le fotocamere con risoluzione e sensibilità più elevate, come le serie A, T o E; queste, infatti, permettono un rilevamento istantaneo della temperatura con un altissimo grado di precisione (+/− 0,2% gradi Celsius).
Nel 2020, a fronte dell'emergenza sanitaria mondiale dovuta al Covid 19, l'OMS ha deciso di acquistare questo modello di termocamera per lo screening di temperatura elevate e distribuirle in tutto il mondo. In diversi luoghi pubblici, infatti, si è ritenuto necessario installare queste termocamere per tentare di contenere il contagio..

## Svantaggi e limiti
- Le termocamere con una buona risoluzione (più di 320×240 pixel) sono molto costose.
- Le immagini sono difficili da interpretare se il fattore di emissione è sconosciuto.
- I riflessi (come quelli della luce del sole) su superfici metalliche nude possono essere molto fastidiosi.
- La precisione è solitamente peggiore del ±2 % e quindi significativamente inferiore a quella di una misura a contatto con un termometro.
- Si possono misurare solo le temperature superficiali.
- Con vento forte, radiazione solare o superfici umide, la precisione di misura diminuisce notevolmente.
- La neve o la pioggia riducono il fattore di trasmissione dell'aria, per cui la temperatura visualizzata non si riferisce quasi mai alle superfici "dietro".
- Il rilevamento di movimenti rapidi è limitato dal frame rate spesso basso (<50 Hz). Nel frattempo, però, nel settore dell'alta gamma esistono già sistemi di termografia ad alta velocità che possono registrare oltre 1000 immagini al secondo.